# حب عائلة كوبر
حب عائلة كوبر (بالإنجليزية: Love the Coopers)‏ هو فيلم كريسمس كوميدي أمريكي تم إنتاجه في سنة 2015 وهو من إخراج جيسي نيلسون وبطولة آلان آركين وجون غودمان وإد هيلمز وديان كيتون وجاك لايسي وانتوني ماكي وأماندا سيفريد وجون سكويب وماريسا تومي وأوليفيا وايلد، الفلم يتكلم عن سام وشارلوت يقرران الطلاق بعد 40 سنة من الزواج لكنهم يتفقون على اقامة عيد ميلاد كبير لأولادهم قبل الانفصال، الفلم تم توزيعه من قبل شركتي سي بي إي للأفلام وليونزغيت إنترتاينمنت.

## روابط خارجية
- حب عائلة كوبر على موقع IMDb (الإنجليزية)
- حب عائلة كوبر على موقع ميتاكريتيك (الإنجليزية)
- حب عائلة كوبر على موقع روتن توميتوز (الإنجليزية)
- حب عائلة كوبر على موقع قاعدة بيانات الأفلام العربية
- حب عائلة كوبر على موقع ألو سيني (الفرنسية)
- حب عائلة كوبر على موقع Turner Classic Movies (الإنجليزية)
- حب عائلة كوبر على موقع أول موفي (الإنجليزية)
- حب عائلة كوبر على موقع بوكس أوفيس موجو (الإنجليزية)
- حب عائلة كوبر على موقع فيلمافينيتي (الإسبانية)
- حب عائلة كوبر على موقع قاعدة بيانات الفيلم (الإنجليزية)